# Berentzwiller
 Berentzwiller  là một xã thuộc tỉnh Haut-Rhin trong vùng Grand Est, đồng bắc Pháp. Xã này có diện tích 6,08 km², dân số năm 1999 là 326 người. Khu vực này có độ cao trung bình 360 mét trên mực nước biển.